# ريتش كوستيلو
ريتش كوستيلو (بالإنجليزية: Rich Costello)‏ هو لاعب هوكي الجليد أمريكي، ولد في 27 يونيو 1963 في فرامينغهام في الولايات المتحدة.

## وصلات خارجية
- ريتش كوستيلو على موقع دوري الهوكي الوطني (الإنجليزية)
- ريتش كوستيلو على موقع قاعة مشاهير الهوكي (لاعب أن.إتش.أل) (الإنجليزية)
- ريتش كوستيلو على موقع EliteProspects.com (الإنجليزية)
- ريتش كوستيلو على موقع HockeyDB.com (الإنجليزية)
- ريتش كوستيلو على موقع Hockey-Reference.com (الإنجليزية)